# Ramón Mosquera y Vidal
Ramón Mosquera y Vidal fue un pintor español del siglo XIX.

## Biografía
Nació hacia 1835. Pintor natural de Madrid, fue discípulo de la Academia de San Fernando, de Carlos Múgica y de Benito Soriano Murillo. Fue auxiliar que ha sido para las clases elementales de la citada Academia. En la Exposición Nacional de Bellas Artes de 1866 presentó Un retrato, y en la de 1876 Un hombre feliz (tabla). Fueron también de su mano: un Retrato de D. Evaristo San Miguel para el Ateneo científico y literario de Madrid; Una florera, Un torero, El vendedor de la Alcarria, ¿Existirá el amor? Un estudio del natural, Una serrana, Un nuecero y otras obras que llevó a las Exposiciones de la sociedad La Acuarela y a otras de carácter particular.